# Station Kadoma-Minami
Station Kadoma-Minami (門真南駅, Kadoma-Minami-eki) is een metrostation in de stad Kadoma, in de prefectuur Osaka, Japan. Het wordt aangedaan door de Nagahori Tsurumi-ryokuchi-lijn en is tevens het eindpunt van deze lijn. Het ligt net buiten de stadsgrenzen van Osaka.

## Treindienst

### Nagahori Tsurumi-ryokuchi-lijn(stationsnummer N27)
| 1 | ■ Nagahori Tsurumi-ryokuchi-lijn | richting Kyōbashi, Shinsaibashi en Taishō |
| 2 | ■ Nagahori Tsurumi-ryokuchi-lijn | richting Kyōbashi, Shinsaibashi en Taishō |

## Geschiedenis
Het station werd in 1997 geopend en werd het eindpunt van de Nagahori-Tsurumi-ryokuchi-lijn.

## Overig openbaar vervoer
- Bus 36
- Keihan: bussen 1, 3, 6 en 9

## Stationsomgeving
- Namihaya Dome (stadion)
- Mitsui Outlet Mall Tsurumi (winkelcentrum)
- Marutoku Ichiba (supermarkt)
- Centrale ringweg 2

Taishō · Dome-mae Chiyozaki · Nishi-Nagahori · Nishiōhashi · Shinsaibashi · Nagahoribashi · Matsuyamachi · Tanimachi Rokuchōme · Tamatsukuri · Morinomiya · Osaka Business Park · Kyōbashi · Gamō Yonchōme · Imafuku-Tsurumi · Yokozutsumi · Tsurumi-Ryokuchi · Kadoma-Minami